# Odontites
Genre
Odontites est un genre de plantes herbacées de la famille des Scrofulariacées selon la classification classique de Cronquist (1981), des Orobanchacées selon la classification phylogénétique.

## Répartition en France
Les espèces d'Odontites semblant méconnues, des efforts d'observation de leurs populations sont nécessaires.
En 2014, une Mission Odontites 2014 de Tela Botanica a ainsi permis d'ajouter 60 observations de l'euphraise jaune, Odontites luteus, aux 592 données disponibles du Conservatoire Botanique National Méditerranéen de Porquerolles (récoltées depuis 1990) ; « Sur 39 communes prospectées lors de la mission, on compte 21 communes où l’espèce avait déjà été vue et 18 communes sur lesquelles la présence de l’espèce n’avait pas encore été notée ». Elle a été repérée dans le Gard, l’Hérault, et les Pyrénées Orientales sur 5 départements prospectés. L’Hérault compte plus d’observations (27 données sur l’Hérault, 20 sur le Gard, 13 dans les Pyrénées Orientales), peut-être en raison d'une pression d'observation plus importante.  
Des pieds de l'espèce "Odontite vernus" ont été identifiés dans le Pas-de-Calais (région Hauts-de-France) le 6 août 2023. 

## Liste des espèces
Selon Catalogue of Life (11 juillet 2013) :
- Odontites gracilis
- Odontites luteus
- Odontites procumbens
- Odontites semicomposita
- Odontites tenuissima

Selon Tropicos (11 juillet 2013) (Attention liste brute contenant possiblement des synonymes) :
- Odontites aucheri Boiss.
- Odontites bocconei (Guss.) Walp.
- Odontites cebennensis Coste & Soulié
- Odontites ciliatus Pomel
- Odontites citrinus Bolliger
- Odontites creticus Boiss.
- Odontites discolor Pomel
- Odontites dukerleyi Gren. & Paill.
- Odontites fennicus (Markl.) Tzvelev
- Odontites foliosus Pérez Lara
- Odontites glaucus Spreng.
- Odontites glutinosus Benth.
- Odontites gracilis M. Bieb. ex Hoffm.
- Odontites granatensis Boiss.
- Odontites himalayicus Pennell
- Odontites hispidulus (Boiss.) Bolliger
- Odontites hollianus (Lowe) Benth.
- Odontites jaubertianus D. Dietr.
- Odontites kaliformis (Pourr. ex Willd.) Pau
- Odontites lanceolatus Rchb.
- Odontites linkii Boiss.
- Odontites litoralis Fr.
- Odontites luteolus Spreng.
- Odontites luteus (L.) Clairv.
- Odontites maroccanus Bolliger
- Odontites mesatlanticus Emb. & Maire
- Odontites pratensis Borbás
- Odontites procumbens Spreng.
- Odontites purpureus (Desf.) G. Don
- Odontites pyrenaeus (Bubani) Rothm.
- Odontites recardonii Burnat & Barbey
- Odontites rigidifolius Benth.
- Odontites ruber Besser
- Odontites salinus Kotov
- Odontites semicompositus Spreng.
- Odontites serotinus (Lam.) Dumort.
- Odontites squarrosus (Salzm. ex Rchb.) Bolliger
- Odontites tenuissimus Spreng.
- Odontites vernus (Bellardi) Dumort.
- Odontites violaceus Pomel
- Odontites vulgaris Moench